# Dogs of War
Dogs of War is het twaalfde album van de Britse band Saxon, uitgebracht in 1995 door Mayhem Records.

## Nummers
1. Dogs of War – 4:36
2. Burning Wheels – 4:10
3. Don't Worry – 5:17
4. Big Twin Rolling (Coming Home) – 5:23
5. Hold On – 4:31
6. The Great White Buffalo – 5:52
7. Demolition Alley – 6:09
8. Walking through Tokyo – 5:50
9. Give It All Away – 4:03
10. Yesterday's Gone – 3:43

## Bezetting
- Biff Byford - zang
- Graham Oliver - gitaar
- Paul Quinn - gitaar
- Nibbs Carter - basgitaar
- Nigel Glockler - drums